# Limonethe maurator
Limonethe maurator är en stekelart som först beskrevs av Brulle 1846.  Limonethe maurator ingår i släktet Limonethe och familjen brokparasitsteklar. Inga underarter finns listade i Catalogue of Life.